# Guazhou
Guazhou (chinesisch 瓜州县, Pinyin Guāzhōu Xiàn – „Melonen-Bezirk“), ehemals Anxi (安西县,  Ānxī Xiàn), ist ein Kreis der chinesischen Provinz Gansu. Er gehört zum Verwaltungsgebiet der bezirksfreien Stadt Jiuquan. Guazhou verwaltet ein Territorium von 24.100 km² auf einer Seehöhe zwischen 1150 und 2000 Metern, auf dem per 2018 etwa 148.800 Einwohner lebten.

## Lage
Guazhou liegt im Hexi-Korridor zwischen den Städten Dunhuang im Westen und Yumen im Osten. Im Norden liegt die Wüste Gobi, im Süden das Gebirge Qilian Shan.

## Bevölkerung
Die Bevölkerung von 148.800 Personen besteht zu mehr als zwei Dritteln aus Landbevölkerung (103.500 Personen), die urbane Bevölkerung sind 45.300 Personen. Neusiedler umfassen mehr als die Hälfte der Bevölkerung (82.500 Personen), die 20 ethnischen Minderheiten machen 17,7 % der Bevölkerung aus, dies sind vor allem Hui-Chinesen, Dongxiang und Tibeter.

## Administrative Gliederung
Auf Gemeindeebene setzt sich Guazhou aus fünf Großgemeinden und zehn Gemeinden zusammen. Diese sind:
- Großgemeinden Yuanquan (渊泉镇, Sitz der Kreisregierung), Liuyuan (柳园镇), Sandaogou (三道沟镇), Nancha (南岔镇), Suoyangcheng (锁阳城镇)
- Gemeinden Hedong (河东乡), Bulongji (布隆吉乡), Yaozhanzi (腰站子东乡族乡), Qidun (七墩回族东乡族乡), Shahe (沙河回族乡), Shuangta (双塔乡),  Xihu (西湖乡), Guazhou (瓜州乡), Lianghu (梁湖乡), Guangzhi (广至藏族乡)[1]

## Geschichte
Der chinesische Kaiser Han Wudi (156 bis 87 v. Chr.) ließ die Große Mauer nach Westen verlängern, um den Handelsweg der Seidenstraße zu schützen. Weiterhin wurden Garnisonen errichtet, das Hauptquartier wurde Anxi (Ruhiger Westen) benannt. Hier verzweigte sich die Seidenstraße in zwei Äste: Nördlich zum Yumenguan (Jadetor-Pass) und westlich über Dunhuang zum Yangguan (Südlicher Pass).